# Кондратьев, Михаил Павлович
Михаи́л Па́влович Кондра́тьев (1829 — 27 июня [9 июля] 1890) — русский минералог.
В 1855 году окончил Медико-хирургическую академию, в 1869 защитил там же докторскую диссертацию: «Монография о формулах слюды» (СПб., 1869). С 1869 и до середины 1880-х читал в той же академии минералогию.
Похоронен в Санкт-Петербурге на Литераторских мостках Волковского кладбища.